# 滇南乌口树
滇南乌口树（学名：Tarenna pubinervis）为茜草科乌口树属下的一个种。

## 扩展阅读
- 維基物種上的相關：滇南乌口树